# Зааминский национальный парк
Зааминский национальный парк — открыт 8 сентября 1976 года. на территории Джизакской области в целях сохранения, восстановления и рекреационного освоения уникальных горно-можжевеловых экосистем, занимает площадь 24110 гектара, из них: лесные земли — 16783 га, нелесные — 7327 га, покрытых лесом — 12130 га.
Территория парка делится на две зоны — рекреационную и буферную. По геоботаническому районированию выделяются два пояса можжевеловых лесов: термофильных и микротермофильных можжевельников. Можжевеловые леса представлены: в нижнем горном поясе можжевельником зерафшанским (высота над уровнем моря: 1700—2300 метров); в средне-горном поясе (2300-2500м) можжевельником полушаровидным; в высокогорном поясе (2500-3300м) можжевельником Туркестанским.

## Фауна парка
Видовое многообразие животных включает в себя свыше сотни видов млекопитающих, а также птиц и земноводных рыб.
К примеру:сибирский горный козел, волк, каменная куница, степной хорёк, заяц-толай, дикобраз. Из птиц самой распространенной является каменная куропатка-кеклик.
В высокогорье встречаются улары (дикая индейка), голуби, горлицы, индийский скворец. Из хищных птиц встречаются: стервятники, белоголовый сип, черный гриф, ястребы,
канюки. Кроме того, встречаются животные, занесенные в Красную Книгу Республики Узбекистан и ЮНЕСКО: туркестанская рысь, белокоготный медведь (или Тяньшанский бурый медведь), хорь-перевязка, орёл бородач, беркут, сокол балобан, чёрный аист.
Рекреационная зона тихого отдыха и туризма расположена на высоте 1200-4025 м над уровнем моря. Возможности для отдыха около 4000 человек в год.